# Hồ Assad
Hồ Assad (tiếng Ả Rập: بحيرة الأسد, Buhayrat al-Assad) là một hồ chứa nước trên sông Euphrates ở Raqqa, Syria. Hồ được tạo ra vào năm 1974 khi công trình đập Tabqa hoàn thành. Đây là hồ lớn nhất của Syria với dung tích tối đa 11,7 kilômét khối (2,8 mi khối) và diện tích bề mặt tối đa là 610 kilômét vuông (240 dặm vuông Anh). Một mạng lưới kênh rạch rộng lớn sử dụng nước từ hồ Assad được dùng để tưới cho các vùng đất ở hai bên bờ sông Euphrates. Ngoài ra, hồ cung cấp nước uống cho thành phố Aleppo và hỗ trợ ngành công nghiệp thủy sản. Bờ hồ Assad đã phát triển nhiều khu sinh thái quan trọng.

## Dự án cũ

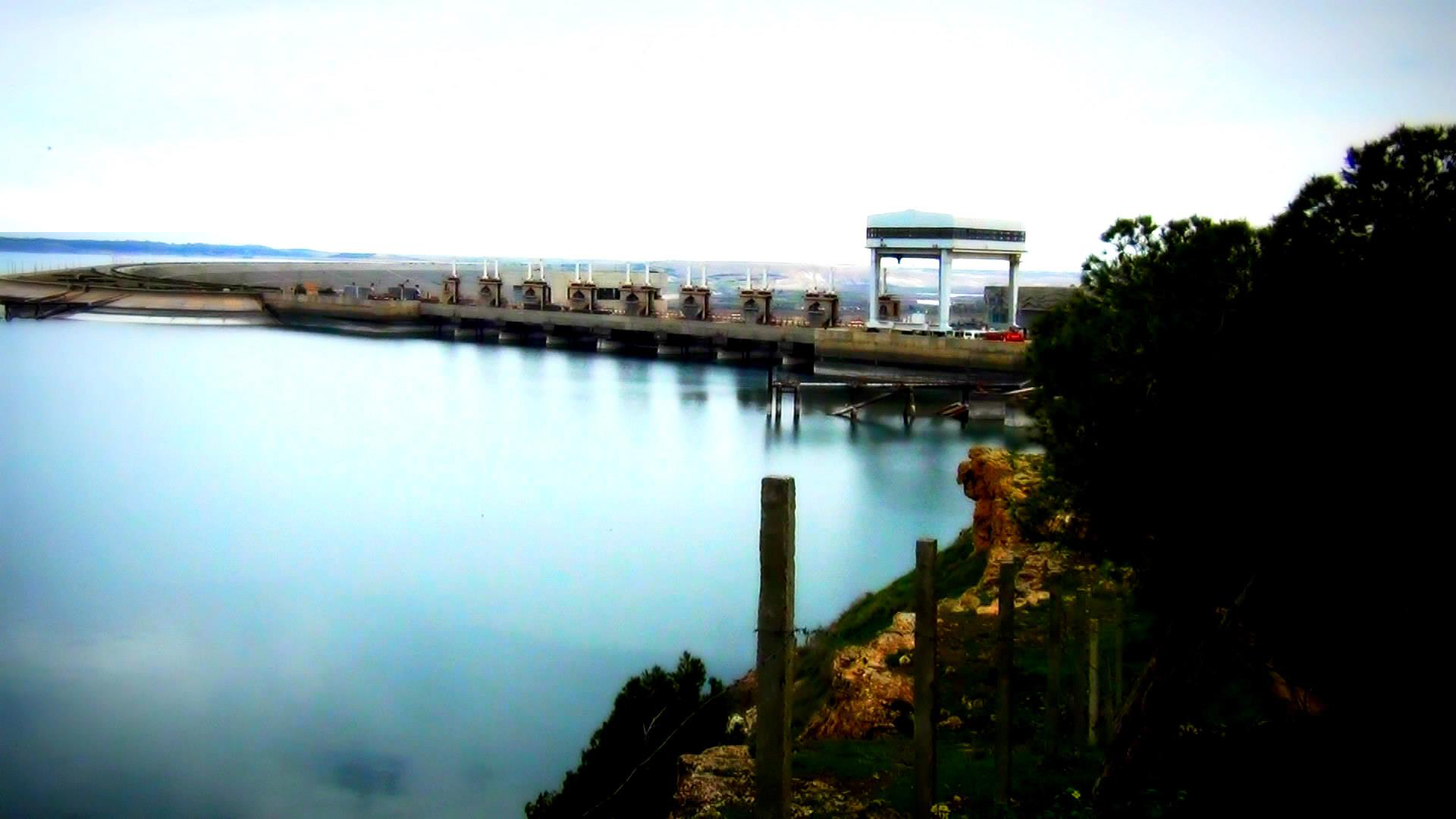
Đập Tabqa

Các kế hoạch đầu tiên xây một con đập ở phần lãnh thổ Syria của sông Euphrates đặt ra năm 1927, nhưng điều này đã không được thực hiện. Năm 1957, một thỏa thuận đạt được với Liên Xô và nước này về viện trợ kỹ thuật, tài chính cho việc xây dựng con đập ở Euphrates, vào năm 1960, một thỏa thuận tài chính đã được ký với Tây Đức. Một thỏa thuận tài trợ khác cho dự án đã được ký kết với Liên Xô vào năm 1965. Dự án bao gồm xây một nhà máy thủy điện ở đập Tabqa và xây dựng một mạng lưới thủy lợi rộng lớn với khả năng tưới nước cho 640.000 ha (6.400 km²) đất ở hai bên bờ của dòng sông Euphrates. Việc xây dựng con đập kéo dài từ năm 1968 đến năm 1973 và xả nước vào hồ chứa từ dòng sông Euphrates bắt đầu vào năm 1974. Dự án đã được hoàn thành dưới sự chủ trì của Hafez al-Assad, là một phần của chính sách hiện đại hóa và cải cách nông nghiệp của ông. Năm 1975, chính phủ Iraq phàn nàn rằng lượng nước của sông Euphrates đã bị giảm xuống dưới mức chấp nhận được và họ đe dọa đánh bom đập Tabqa; Ả Rập Xê Út và Liên Xô tiến hành hòa giải cuối cùng đã giải quyết tranh chấp này.

### Giải cứu các khu khảo cổ ở vùng Hồ Assad
Dự đoán việc xả nước vào hồ Tabqa sẽ gây ngập, một chương trình khai quật nhằm cứu hộ các khu khảo cổ được các chuyên gia quốc tế thực hiện, việc tiến hành tại khu vực này từ năm 1963 đến 1974. Trong chương trình này, các cuộc khai quật đã thực hiện tại các địa điểm Hậu kỳ văn hóa Natufian đến thời Ottoman. Các địa điểm khai quật bao gồm Tell Abu Hureyra, Emar, Habuba Kabira, Mureybet, Tell es-Sweyhat, Tell Fray và Dibsi Faraj. Tại Qal'at Ja'bar, một lâu đài trên đỉnh đồi bị biến thành một hòn đảo do nước xả vào làm ngập hồ Assad, một vành đai bảo vệ đã được xây dựng và hai ngọn tháp tại Mureybet và Meskene đã được di dời đến một khu vực bên ngoài vùng xả nước.

## Đặc điểm
Dung tích tối đa của hồ Assad là 11,7 kilômét khối (2,8 mi khối) với diện tích bề mặt là 610 kilômét vuông (240 dặm vuông Anh), khiến nó trở thành hồ lớn nhất ở Syria. Công suất thực tế thật sự thấp hơn nhiều, chỉ ở mức 9,6 kilômét khối (2,3 mi khối), dẫn đến diện tích bề mặt chỉ 447 kilômét vuông (173 dặm vuông Anh). Dự án thủy lợi đề xuất gặp phải một số vấn đề, bao gồm hàm lượng thạch cao khá cao trong đất đai khai hoang xung quanh hồ Assad, sự nhiễm mặn đất, sự hư hỏng của các kênh đào phân phối nước từ hồ Assad và việc người nông dân không muốn tái định cư lại các khu vực đã khai hoang. Kết quả là, chỉ có 60.000 hécta (230 dặm vuông Anh) được tưới từ hồ Assad vào năm 1984. Năm 2000, bề mặt được tưới đã tăng lên tới 124.000 hécta (480 dặm vuông Anh), chiếm 19 % so với 640.000 hécta (2.500 dặm vuông Anh). Hồ Assad là nguồn nước uống quan trọng đối với thành phố Aleppo, cung cấp cho thành phố này thông qua một đường ống dẫn nước với công suất 80.000.000 mét khối (2,8×109 ft khối) nước uống mỗi năm. Hồ cũng hỗ trợ một ngành công nghiệp thủy sản.

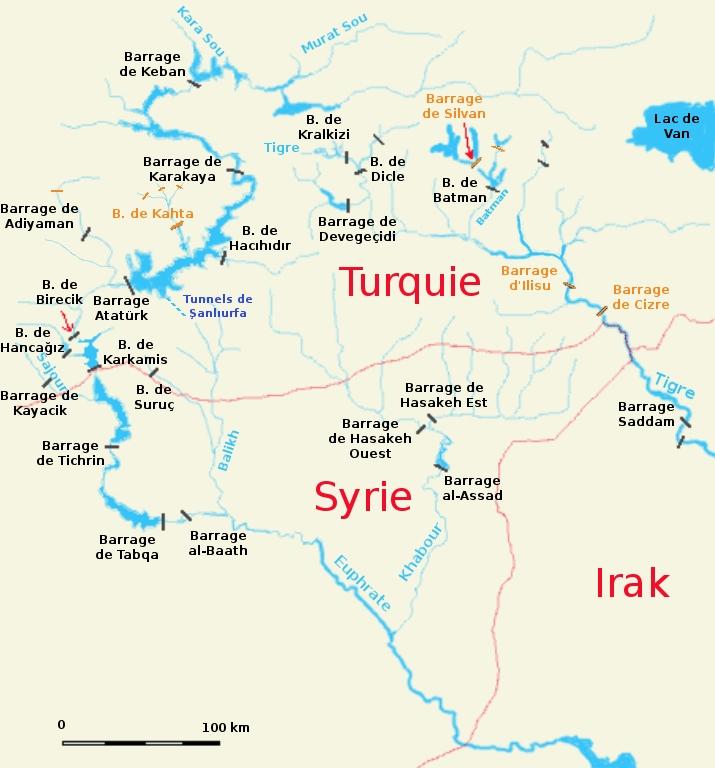
Bản đồ (bằng tiếng Pháp) của phần lãnh thổ Syro - Thổ Nhĩ Kỳ trong lưu vực Euphrates cho thấy vị trí của đập Tabqa (Barrage de Tabqa) và hồ Assad ngay phía tây của nó.

Bờ phía tây của hồ đã sinh sôi thành một khu vực đầm lầy quan trọng. Trên bờ đông nam, một số khu vực đã được trồng phủ cây thường xanh bao gồm thông Aleppo và Populus euphratica. Hồ Assad là một địa điểm trú đông quan trọng đối với các loài chim di cư. Chính phủ gần đây đã thực hiện các biện pháp để bảo vệ các khu vực nhỏ dọc theo bờ hồ Assad khỏi những kẻ săn bắn bằng cách di dời các con đường giao thông có thể tiếp cận đến đây. Đảo Jazirat al-Thawra đã được chỉ định là khu bảo tồn thiên nhiên.
Trong cuộc nội chiến Syria, mực nước ở hồ Assad đã giảm đáng kể. Sự sụt giảm này có thể là do nhà máy điện của đập Tabqa, đã xả nhiều nước ra khỏi hồ.